# Galapagos (bedrijf)
Galapagos (voorheen Galapagos Genomics) is een Belgisch-Nederlands farmaceutisch onderzoeksbedrijf. Het kernbedrijf staat sedert 19 augustus 1999 genoteerd als Belgische naamloze vennootschap, met hoofdzetel te Mechelen en vestigingen in Leiden (Nederland) en Romainville (Frankrijk).

## Geschiedenis
Het bedrijf ontstond als een joint venture van het Belgische Tibotec, zelf ontstaan als een spin-off van het Rega Institute for Medical Research en het Nederlandse Crucell waarvan CEO Onno van de Stolpe het nieuwe bedrijf ging besturen. De Galapagos Group omvat daarnaast nog het in Kroatië gevestigde servicebedrijf Fidelta.
Vanaf 6 mei 2005 hebben de aandelen van het bedrijf een beursnotering op Euronext Amsterdam en Euronext Brussel. Op 14 mei 2015 volgde een notering aan de NASDAQ.
Galapagos ontwikkelt geneesmiddelen tegen reumatoïde artritis, de ziekte van Crohn, colitis ulcerosa, psoriasis, systemische lupus erythematodes, en taaislijmziekte.
Eind 2017 maakte Galapagos bekend de optie uit te oefenen om het reumamedicijn filgotinib, na registratie, samen te gaan verkopen met partner Gilead Sciences in acht Europese landen, indien filgotinib goedkeuring kreeg voor commerciële verkoop.
Op 12 juli 2019 sloot het bedrijf een samenwerkingsovereenkomst met Gilead Sciences, die voor de som van ongeveer € 5 miljard inzagerecht en exclusiviteit kregen op alle belangrijke medicijnen die Galapagos ontwikkelt. Hun belang in het bedrijf werd door de aankoop van de hiertoe benodigde aandelen verhoogd tot 25,4%. Door de samenwerking kan het bedrijf zelfstandig blijven en ontstaat ruimte voor nieuwe onderzoeks- en ontwikkelingsactiviteiten.
Het hoofdkantoor te Mechelen bevindt zich in de industriezone Mechelen Noord, vlak naast de E19. In 2020 werd begonnen met de bouw van een nieuw kantoor vlak naast het station Mechelen. In april werd bekend dat de bouw van het internationaal hoofdkantoor stil lag vanwege de coronacrisis en bedrijfseconomische tegenvallers.
In 2020 en begin 2021 kreeg het bedrijf zware tegenvallers te verwerken. In 2020 liet de Amerikaanse geneesmiddelenautoriteit FDA de reumabehandeling filgotinib niet toe tot de Amerikaanse markt. In oktober faalde een kandidaat-geneesmiddel van Galapagos tegen artrose. Begin 2021 doorstond ook een kandidaat-geneesmiddel tegen longfibrose de testen niet. In maart 2021 verloor het bedrijf daardoor zijn positie in de AEX-index. Eind augustus van hetzelfde jaar werd bekend dat medeoprichter Van de Stolpe zou vertrekken als er een opvolger was gevonden. Met ingang van 1 april 2022 is Paul Stoffels bestuursvoorzitter.

## Resultaten
| Jaar | Omzet | Bedrijfs- resultaat | Netto- resultaat | Werknemers |
| ---- | ----- | ------------------- | ---------------- | ---------- |
| 2016 | 129,5 | -11,5               | 54,0             | 508        |
| 2017 | 127,1 | -89,8               | -115,7           | 600        |
| 2018 | 288,8 | -44,8               | -29,3            | 725        |
| 2019 | 834,9 | 368,7               | 149,8            | 1003       |
| 2020 | 478,1 | -178,6              | -305,4           | 1489       |
| 2021 | 484,8 | -165,6              | -103,2           | 1309       |